# Zijlvesten in Groningen

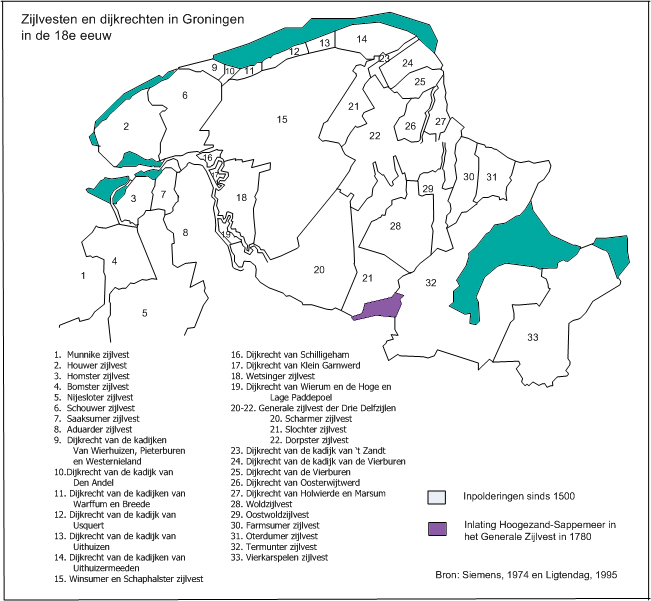
Kaart van zijlvesten en dijkrechten in de provincie Groningen in 1750

Een zijlvest is de Groningse voorloper van de huidige waterschappen.
Het woord zijlvest, Oud-Fries sīlfestene (1309), is samengesteld uit het woord zijl 'spuisluis' met de uitgang -veste 'jurisdictie'. Een Oost-Fries synoniem is Sielacht (1437).
De zijlvesten waren niet alleen belast met het onderhoud en toezicht van de wateren, maar ook van de wegen. De belangrijkste taak betrof het onderhoud en toezicht op de uitwateringssluizen of zijlen. Het begrip zijlvest heeft betrekking op de waterstaatsorganisatie, maar ook op het gebied waarvoor het zijlvest verantwoordelijk was. De schouw van de zijlen, vaarten en dijken berustte bij de edele heerden en werd uitgevoerd door de schepper. In de schouwregisters werden de namen opgenomen van de onderhoudsplichtigen.
Het reglement van een zijlvest werd zijlbrief genoemd. Zijlschot was de waterschapsbelasting die diende om de zijl en andere voorzieningen te onderhouden. De bestuurder van een zijlvest werd ook wel zijlvest of schepper genoemd.

## Lijst van zijlvesten
Een overzicht (van west naar oost).
Zijlvesten die tevens de taak van een dijkrecht hadden, zijn gemarkeerd met een asterisk (*).
- Munnekezijlvest of Gerkeskloosterzijlvest
- Kommerzijlvest, is een samenvoeging van:
  - Bomsterzijlvest (met Niezijl)
  - Nijesloterzijlvest
  - Homsterzijlvest
- Saaksumerzijlvest
- Aduarderzijlvest*, daarin is opgegaan:
  - Zijlvest van Lieuwerderwolde
  - Dijkrecht van het Westerstadshamrik
- Wetsingerzijlvest*
- Schouwerzijlvest, daarin is opgegaan:
  - Houwerzijlvest (1728)
  - Hiddingezijlvest (1521)
- Winsumer- en Schaphalsterzijlvest
  - Oosterniezijlvest of Oosternijezijlvest
- Acht Zijlvesten (samenwerkingsverband)
- Generale Zijlvest der Drie Delfzijlen, waarvan deel uitmaakten:
  - Scharmerzijlvest
  - Slochterzijlvest
  - Dorpsterzijlvest, daarin opgegaan:
    - Zandtsterhamriken of Omptadazijlvest
- Woldzijlvest
  - Branderzijlvest (samenwerkingsverband met twee delen van het Dorpsterzijlvest)
- Oostwoldzijlvest
- Farmsumerzijlvest
- Oterdumerzijlvest of Westerzijlvest
- Termunterzijlvest (1601), daarin opgegaan:
  - Zwaagsterzijl of Oosterzijlvest (Woldendorp en Termunten)
  - Wagenborger- of Nijezijl (1573/74)
  - ? Nieuw-Scheemda en Scheemderzwaag (ca. 1542, 1597)
  - Noord- en Zuidbroek (Oude Geutzijl, ca. 1542)
  - Karmerzijl (Zuidbroek en Muntendam, ca. 1542)
  - Meeden (ca. 1542)
  - Eexta (ca. 1542)
  - Oostwold (1558)
  - Later toegevoegd zijn nog eens diverse polders
- Drie- of Vierkarspelenzijlvest of Beertsterzijlvest (1636), daarin opgegaan:
  - Dijkrecht van Beerta en Finsterwolde (1571)
- Bellingwolderzijlvest (met zijl te Oudeschans, later te Finsterwolderhamrik)
- Tienkarspelenzijlvest (opgericht 1657, met Oudezijl), daarin opgegaan:
  - Zijlvest van Winschoterzijl
- Reiderzijlvest (tot ca. 1420)

Het Munnikezijlvest lag grotendeels in Friesland, het Aduarderzijlvest en het Nijesloterzijlvest gedeeltelijk in Drenthe.
De Oude Statenzijl (1707) en de Nieuwe Statenzijl (1874) met de bijbehorende kadedijken vielen onder de verantwoordelijkheid van de provincie. Nieuwe polders als de Stadspolder (1740), Oostwolderpolder (1769) en Finsterwolderpolder (1819) hadden hun eigen afwateringsorganisatie.

## Dijkrechten (als zijlvest)
Een aantal dijkrechten nam de taken op zich, die elders door zijlvesten werden verricht. Dat gold met name voor:
- Dijkrecht van het Oosterstadshamrik
- Dijkrecht van Wierum en de Hoge en Lage Paddepoel
- Dijkrecht van Klein Garnwerd
- Dijkrecht van Schilligeham en een gedeelte van Maarhuizen
- De dijkrechten van de kadijken van Wierhuizen, Pieterburen en Westernieland, Den Andel, Warffum en Breede, Usquert, Uithuizen,  Zandt en de Vierburen
- Dijkrecht van Nieuwedijk van Uithuizermeeden
- Dijkrecht van Oosternieland of Den Hoorn
- Dijkrecht van 't Zandt
- Dijkrecht van de Vierburen
- Dijkrecht van Oosterwijtwerd
- Dijkschepperij van Holwierde en Marsum
- Dijkrecht van Uitwierde, Biessum en Solwerd
- Dijkrecht van Beerta en Finsterwolde (1571)
- Dijkrecht van de Ommelander Compagnie